# Villarzel-Cabardès
Villarzel-Cabardès – miejscowość i gmina we Francji, w regionie Oksytania, w departamencie Aude.
Według danych na rok 1990 gminę zamieszkiwało 130 osób, a gęstość zaludnienia wynosiła 20 osób/km² (wśród 1545 gmin Langwedocji-Roussillon Villarzel-Cabardès plasuje się na 773. miejscu pod względem liczby ludności, natomiast pod względem powierzchni na miejscu 934.).

## Zabytki
Zabytki w miejscowości posiadające status monument historique:
- kaplica Notre-Dame-de-la-Lauze (chapelle Notre-Dame-de-la-Lauze)